# Грант (окръг, Ню Мексико)
Вижте пояснителната страница за други населени места с името Грант.
Окръг Грант (на английски: Grant County) е окръг в щата Ню Мексико, Съединени американски щати. Площта му е 10 277 km², а населението – 27 687 души (2017). Административен център е град Силвър Сити.